# Sprattus
Sprattus – rodzaj ryb promieniopłetwych z rodziny śledziowatych (Clupeidae).

## Rozmieszczenie geograficzne
Ocean Atlantycki, Morze Bałtyckie, Śródziemne i Czarne, w pobliżu wybrzeży Nowej Zelandii i południowo-wschodniej Australii.

## Morfologia
Długość ciała do 18 cm. Brak szczegółowych danych dotyczących masy ciała.

## Systematyka
Rodzaj zdefiniował w 1846 roku niemiecko-bałtycki lekarz i przyrodnik Otto Gottlieb Leonhard Girgensohn w artykule zatytułowanym Anatomia i fizjologia układu nerwowego ryb, opublikowanym w czasopiśmie „Mémoires présentés à l’Académie impériale des Sciences de St. Petersbourg”. Gatunkiem typowym jest (oznaczenie monotypowe) szprot (S. sprattus).

### Etymologia
- Sprattus: epitet gatunkowy Clupea sprattus Linnaeus, 1758, od ang. sprat ‘szprot’, od staroang. sprot ‘ryba podobna do śledzia’[8].
- Spratella: ang. sprat ‘szprot’; łac. przyrostek zdrabniający -ella[9]. Gatunek typowy (późniejsze oznaczenie)[10]: Spratella pumila Valenciennes, 1847 (= Clupea sprattus Linnaeus, 1758).
- Meletta: etymologia niejasna, Valenciennes nie wyjaśnił znaczenia nazwy rodzajowej, być może nazwa własna[3]. Gatunek typowy (późniejsze oznaczenie)[10]: Meletta vulgaris Valenciennes, 1847 (= Clupea sprattus Linnaeus, 1758).
- Maugeclupea: etymologia niejasna, Whitley nie wyjaśnił znaczenia nazwy rodzajowej[4]. Gatunek typowy (oryginalne oznaczenie (również monotypowe)): Clupea (Pomolobus) bassensis McCulloch, 1911 (= Meletta novaehollandiae Valenciennes, 1847).
- Antu: etymologia niejasna, de Buen nie wyjaśnił znaczenia nazwy rodzajowej[5]. Gatunek typowy (oryginalne oznaczenie): Clupea fuegensis Jenyns, 1842.

### Podział systematyczny
Do rodzaju należą następujące gatunki:
- Sprattus antipodum (Hector, 1872)
- Sprattus fuegensis (Jenyns, 1842) – śledzik patagoński[11]
- Sprattus muelleri (Klunzinger, 1879)
- Sprattus novaehollandiae (Valenciennes, 1847)
- Sprattus sprattus (Linnaeus, 1758) – szprot[12]